# 터치! 커비
《터치! 커비》는 영미권과 유럽권에는 '별의 커비: 캔버스의 저주'라는 이름으로 발매됐다. 처음으로 NDS 기종으로 나온 별의 커비 시리즈. 그러나 한국은 미발매이다.

## 스토리
오늘도 태평하게 있는 커비 앞에 갑자기 마녀가 나타나 푸푸푸 랜드를 그림으로 바꿔버렸어요. 눈 앞에 있던 마녀는 이상한 액자를 그려내어 그 안으로 도망쳐 버렸고, 이를 쫓던 커비는 볼 저주에 걸려 공의 모습으로 변해버리고 말았어요.
다행히도 마녀가 떨어뜨리고 간 마법의 붓이 있네요.커비가 닿자 붓이 무지개빛을 발하기 시작했어요.

## 맵
맵의 이름은 색깔에서 따 온 것이며 마지막의 맵을 제외하고 맵의 첫 글자를 이어붙이면 'RAINBOW'라는 글자가 만들어진다. 이런 센스는 별의 커비 꿈의 샘 이야기에도 있다.
- Reddy Land
- Arange Gorge
- Iello Adventure
- Neo Greo
- Bloo Hills
- Omarine Zone
- Wonder Lilane
- The World of Drawcia

### 특징
방향 패드나 스틱, 버튼을 이용해 하던 지금까지의 조작과는 다르게 이번엔 터치펜만을 이용한 조작 방식이 눈에 띄인다.
커비를 터치함과 동시에 대쉬 기능이 발동되며 이동수단으로 생각하면 된다.
대쉬하면 빠르게 회전하며 앞으로 달려나가는데, 이것이 일종의 공격인 것. 카피 능력(버닝,스파크,니들,크래쉬, 프리즈,빔,휠,벌룬,스톤,토네이도,미사일)이 있는 적이라면 부딪힘과 동시에 적의 능력을 흡수해 올 수 있다. 물론 카피 능력이 없는 적이라면 그냥 공격.
커비가 아닌 다른 적을 터치하게 되면 적이 잠깐 마비상태가 되어 대쉬를 할 필요 없이도 그냥 부딪혀서 적을 공격하는게 가능하다. 이걸 스타일러스라고 부르며 일부 적에겐 통하지 않는다.
보스 배틀은 한 월드를 끝내고 셋중에 선택하는 것이 특징.보스는 크랙코,디디디 대왕,페인트롤러가 있으며 Lv.2까지 있다.최종보스는 드로시아 소서리스-드로시아 소울 순.

## 레인보우 트라이얼
- 타임 트라이얼 모드

이름에서도 알 수 있듯 최단시간 내로 골에 도달하는 트라이얼이다. 정해진 기록보다 빠르게 도달하면 기록을 깬 수만큼 메달을 지급한다. 한 스테이지 당 총 3개이다.
- 라인 트라이얼 모드

타임 트라이얼과는 다르게 무지개의 라인을 긋는 양을 측정하는 트라이얼이다. 양이 정해져 있진 않지만 정해진 기록 내에서만 써야 한다는 압박감이 굉장하다. 시간 제한이 없는 게 당연할지도 모르는 근성 훈련장이다.
- 스페셜 스테이지

두 모드의 공통점으로는 일정 메달을 지급하고 얻을 수 있는 스페셜 스테이지가 존재한다.
주변 지형, 무지개의 라인을 이용해서 최대한 빠르게 최대한 적은 양을 사용해서 골에 도달하는 기준은 같다. 다만, 기본적으로 지급되는 카피 능력은 버릴 수 없고 맵의 구조는 이를 이용하기 쉽게 되어 있다. 총 4가지의 능력이 등장하며 능력마다 타임과 라인 모드가 존재한다.

## 메달
한 스테이지 당 3개가 등장하며 예외로 2개만 있는 맵도 있다. 총 250개이다.100%를 보려면 스테이지와 트라이얼에 있는 메달뿐만 아니라 서브 게임과 골 게임의 메달까지 모아야 한다. 이 수집품으로 메달 체인저 코너에서 상품과 교환할 수 있다. 일종의 뽑기 기계같은 외관을 하고 있으며 사운드 테스트나 다른 타입의 무지개 잉크 스타일, 캐릭터 등 여러가지를 교환할 수 있다. 생명 방울도 교환 목록에 들어가 있어서 최대 8칸까지 커비의 체력을 업그레이드 할 수 있다.
이런 요소는 별의 커비 거울의 대미궁에서 먼저 등장했고 후에 별의 커비 도팡 일당의 습격에도 재등장한다.
가장 마지막 리스트에는 '추억의 곡'이라는 항목이 있는데 적용하면 스테이지 우라곡으로 별의 커비 꿈의 샘 디럭스에 등장한 배경음을 사용할 수 있다.

## 평가
| 통합 점수                 | 통합 점수 |
| 통합사                    | 점수      |
| ------------------------- | --------- |
| 메타크리틱                | 86/100    |
| 평론 점수                 |           |
| 평론사                    | 점수      |
| 에지                      | 7/10      |
| EGM                       | 8.83/10   |
| 유로게이머                | 9/10      |
| 패미츠                    | 34/40     |
| 게임 인포머               | 8.5/10    |
| 게임 레볼루션             | B+        |
| 게임프로                  | [ 8 ]     |
| 게임스팟                  | 8.6/10    |
| 게임스파이                | [ 10 ]    |
| 게임존                    | 8.8/10    |
| IGN                       | 9/10      |
| 닌텐도 파워               | 9/10      |
| Detroit Free Press        | [ 14 ]    |
| The Sydney Morning Herald | [ 15 ]    |

| 수상    | 수상                  |
| 평론사  | 수상                  |
| ------- | --------------------- |
| GameSpy | Editors' Choice       |
| IGN     | Editors' Choice Award |